# START云游戏
START云游戏是腾讯推出的提供云游戏服务的平台。

## 介绍
START云游戏分为Mac版、Windows版、TV版、移动版四个平台。TV版于2020年12月12日正式上线提供云游戏服务。
截止2020年12月，Mac版、Windows版还处于公共测试状态，移动端（iOS端、Android端）尚未上线。

## TV版
2020年12月12日，START云游戏TV版正式上线提供云游戏服务。

### 支持的游戏
首发上线：《古剑奇谭三》、《拳皇14》、《侍魂 晓》、《波西米亚时光》、《轩辕剑外传：穹之扉》、《NBA2K ONLINE 2》、《只只大冒险》、《不思议的皇冠》、《彩虹坠入》、《STRIKERS 1945 II》。
后续上线：原神。

### 支持的电视型号
| TCL                         | D9、P9、C8、D8、C88、C79、A200S、A200Pro、V8、V8M、V6、V6M |
| 海信                        | E8D、E75F、S7、U7F、E5F、E52FA7F(55" 65" 75" 85")*         |
| 长虹                        | Q8TPRO                                                     |
| 苏宁小Biu                   | B1、X1                                                     |
| 小米                        | 小米电视5（55" 65"）*                                      |
| PPTV                        | G43、G55*                                                  |
| 康佳                        | 2021年1月4日上线：65HZ120                                  |
| *：为即将上线支持的电视型号 |                                                            |

## Windows版
截止至2020年12月，START云游戏Windows版处于公共测试状态。

### 服务平台
Wegame商店

### 支持的游戏
《堡垒之夜》、《流放之路》、《剑灵》、《FIFA Online 4》、《古剑奇谭网络版》、《古剑奇谭三》、《喵斯快跑》等。

## 历史
2019年3月，腾讯云游戏对外开启内测预约。
2019年12月18日 ，腾讯游戏与英伟达签署战略合作备忘录，共同宣布成立联合创新实验室，构建基于PC和主机游戏的START云游戏平台等。
2020年12月12日，START云游戏TV版正式上线提供云游戏服务。